# Rune Börjesson
Rune Börjesson (Gotemburgo, 24 de abril de 1937 - Estocolmo, 8 de febrero de 1996) fue un futbolista sueco que jugaba en la demarcación de centrocampista.

## Biografía
Debutó como futbolista en 1955, a los 18 años, con el Örgryte IS sueco. Jugó en el club durante seis temporadas en su primera temporada en el equipo, llegando a convertirse en el máximo goleador de la Allsvenskan en 1959 y en 1960 —con 24 y 20 goles respectivamente—. En 1961 fichó por la Juventus FC, aunque no llegó a disputar ningún partido, por lo que se fue en calidad de cedido al año siguiente al US Palermo, hasta 1963. Finalmente volvió al Örgryte IS, donde se retiró en 1968.
Falleció el 8 de febrero de 1996 en Estocolmo a los 58 años de edad.

## Selección nacional
Jugó un total de veinte partidos con la selección de fútbol de Suecia. Debutó el 14 de septiembre de 1958 en un partido contra Noruega del campeonato nórdico de fútbol. Además jugó cuatro partidos para la Clasificación para la Copa Mundial de Fútbol de 1962, siendo el que se celebró el 29 de octubre de 1961 contra Suiza el último que jugó con el combinado sueco.

## Clubes
| Club                | País   | Año         | Partidos | Goles |
| ------------------- | ------ | ----------- | -------- | ----- |
| Örgryte IS          | Suecia | 1955 - 1961 | 64       | 50    |
| Juventus FC         | Italia | 1961        | 0        | 0     |
| US Palermo (cedido) | Italia | 1961 - 1963 | 42       | 10    |
| Örgryte IS          | Suecia | 1963 - 1968 | 60       | 33    |

## Palmarés

### Distinciones individuales
| Título                            | Club       | País   | Año  |
| --------------------------------- | ---------- | ------ | ---- |
| Máximo goleador de la Allsvenskan | Örgryte IS | Suecia | 1959 |
| Máximo goleador de la Allsvenskan | Örgryte IS | Suecia | 1960 |